# Alta Baviera
Alta Baviera (em alemão Oberbayern) é uma região administrativa (Regierungsbezirke) da Alemanha, sua capital é a cidade de Munique.

## Demografia
Evolução da população:
| Ano  | Habitantes |
| ---- | ---------- |
| 1840 | 711.861    |
| 1871 | 865.178    |
| 1900 | 1.351.086  |
| 1925 | 1.727.483  |
| 1939 | 1.999.048  |
| 1950 | 2.541.896  |
| 1960 | 2.844.910  |
| 1970 | 3.372.700  |
| 1980 | 3.657.776  |
| 1990 | 3.801.448  |
| 2000 | 4.083.077  |
| 2010 | 4.373.588  |
| 2015 | 4.588.944  |
| 2019 | 4.710.865  |

## Subdivisões administrativas
A região de Oberbayern está dividida em vinte distritos (kreise) e 3 cidades independentes (Kreisfreie Städte), que não pertencem a nenhum distrito.
- kreise (distritos):

1. Altötting
2. Bad Tölz-Wolfratshausen
3. Terra de Berchtesgaden
4. Dachau
5. Ebersberg
6. Eichstätt
7. Erding
8. Frisinga
9. Fürstenfeldbruck
10. Garmisch-Partenkirchen
11. Landsberg
12. Miesbach
13. Mühldorf
14. Munique
15. Neuburgo-Schrobenhausen
16. Pfaffenhofen
17. Rosenheim
18. Starnberg
19. Traunstein
20. Weilheim-Schongau

- Kreisfreie Städte (cidades independentes):

1. Ingolstadt
2. Munique
3. Rosenheim